# Старая Троицкая церковь (Тбилиси)
Старая Троицкая церковь (груз. ძველი სამების ეკლესია) — приходской храм Грузинской православной церкви в Калубани, историческом пригороде Старого Тбилиси в Грузии. Церковь построена в XVIII—XIX веках. Находится на улице Эроси Манджгаладзе, за зданием Национальной парламентской библиотеки Грузии. Современное название храм получил после постройки в 1995—2004 годах нового Свято-Троицкого собора в Тбилиси.
Троицкая церковь представляет собой храм «крестового типа». Кирпичная отделка фасадов проста. Главная постройка и колокольня соответствуют традициям средневековой грузинской церковной архитектуры. Ворота возведены в стиле классицизма. Роспись интерьеров была выполнена итальянским художником Луиджи Лонго в 1890-х годах.

## Общие сведения
Первый храм на этом месте появился в XVIII веке. Вахушти упоминает на плане Тбилиси «Грузинскую церковь Калубани». Возведение церкви, предшествовавшей нынешнему храму, было завершено в 1790 году. По словам Платона Иоселиани, строителем храма был Пётр Агниашвили, придворный царя Ираклия II. Сын Петра, священник Шио Агниашвили, в 1836 году построил колонные ворота и колокольню на западной стороне церкви. В 1850 году колокольню возвели уже на воротах. Вскоре после этого здание церкви было снова отремонтировано. В 1863 году состоялось освящение храма. 10 апреля 1863 года Илья Чавчавадзе и Ольга Гурамишвили поставили здесь крест. В 60-х годах XIX века на пожертвование и собственные средства приходской староста Пётр Ардазиани, отец писателя Лаврентия Ардазиани, отреставрировал церковь, придав ей вид крестово-купольной постройки. В 1988 году купол колокольни был перестроен в соответствии с грузинскими архитектурными канонами.